# Mill Plain (Washington)
Mill Plain es un lugar designado por el censo ubicado en el condado de Clark en el estado estadounidense de Washington. En el año 2000 tenía una población de 7400 habitantes y una densidad poblacional de 477,6 personas por km².

## Geografía
Mill Plain se encuentra ubicado en las coordenadas 45°38′41″N 122°29′34″O / 45.64472, -122.49278.

## Demografía
Según la Oficina del Censo en 2000 los ingresos medios por hogar en la localidad eran de $58.432, y los ingresos medios por familia eran $59.386. Los hombres tenían unos ingresos medios de $45.385 frente a los $26.803 para las mujeres. La renta per cápita para la localidad era de $21.181. Alrededor del 10,3% de la población estaban por debajo del umbral de pobreza.